# Agulhaški rt
Agulhaški rt (afrikaans: Kaap Agulhas; engleski: Cape Agulhas) je najjužnija točka afričkog kontinenta, a ne, kako se često misli, Rt dobre nade. Nalazi se na 34°50'S 20°01'O. Meridijan koji prolazi Agulhaškim rtom smatra se granicom između Atlantika i Indijskog oceana.
Od rta kontinentalni prag se pruža u more više od 250 km, a vode oko njega spadaju među ribom najbogatije južnoafričke obalne vode. 
Kao prvi Europljanin, Bartolomeu Diaz je do rta doplovio 1488. godine. Cabo das Agulhas na portugalskom znači "rt igala". Pomorci su mu vjerojatno dali to ime zbog velikog broja stijena, hridi i grebena u vodama oko njega. Prema drugoj teoriji, ime je dobio po igli na kompasu. Kako je u 15. stoljeću na tom mjestu magnetska deklinacija bila 0°, igla na magnetu je pokazivala točno prema zemljopisnom sjevernom polu.
Kao i uz Rt dobre nade, i kod Agulhaškog rta se susreću dvije struje, hladna Benguelska struja koja dolazi s Antarktike i nastavlja prema sjeveru uz obalu Afrike, i topla, Agulhaška struja koja dolazi sa sjevera iz tropa. Susret tih dvaju struja uzrokuje često vrlo velike valove. 
Po imenu ovog rta, i topla morska struja, koju je prvi opisao Vasco da Gama na svom prvom putovanju za Indiju 1497./1498. godine, dobila je ime Agulhaška struja. 

## Poveznice
|  | Zajednički poslužitelj ima još gradiva o temi Agulhaški rt |